# Pseudomyrmex nigrocinctus
Pseudomyrmex nigrocinctus é uma espécie de formiga do género Pseudomyrmex, subfamilia Pseudomyrmecinae.

## História
Esta espécie foi descrita cientificamente por Emery em 1890.